# 社会主義婦人解放論
社会主義婦人解放論（しゃかいしゅぎふじんかいほうろん、Socialist_feminism）とは、男性による女性支配の原因が資本主義体制であると考える、マルクス主義者や社会主義者（共産主義者）が主張したフェミニズム理論。
最初のフェミニズムであるリベラルフェミニズムを批判した。

## 概要
資本主義体制が男性による女性支配（女性差別）の原因であると考える「社会主義婦人解放論」がある。 
上野千鶴子は「女性の抑圧を解明するフェミニズムの解放理論には、次の三つがあり、また三つしかない」とし、社会主義婦人解放論 、ラディカル・フェミニズム 、マルクス主義フェミニズムだけと主張をしている。 

## リベラルフェミニズム批判
上記の区分のように「マルクス主義フェミニスト（マルクス主義フェミニズムを支持する者）」ではなく、「マルクス主義を信奉する女性（社会主義婦人解放論者）」であるドイツ共産党員のクララ・ツェトキンとボリシェヴィキでソ連の政治家となったアレクサンドラ・コロンタイは、リベラル・フェミニズムを「階級主義に拍車をかけるようなフェミニズム」であると反対している。 彼女らは、上位階級の女性が労働者階級の女性の苦労を真に理解するのはとても難しいことと考え、経済格差を越えても女性が一体になれるとは真に見込んではいなかった。 

コロンタイ (1909) のような共産主義を信奉するマルクス主義者らは、特に階級闘争の視点を持つため、当時の婦人運動の主流であったリベラル・フェミニズムである男女同権論をブルジョワ的であると批判している。なぜなら、自由主義なフェミニズムであるリベラル・フェミニズムによって、労働者階級の置かれた環境を改善するとマルクス主義者による労働者階級への扇動効果が弱まるだろうと懸念していたからであった。コロンタイのようなマルクス主義者の女性らは、社会主義革命を通じて、女性に自由をもたらすより根本的で政治的な計画を支持した。社会主義革命によってのみ、女性の労働環境を含めたあらゆる待遇が大きく改善すると主張していた。